# Barrage d'Enne
Le barrage d'Enne est un barrage en Turquie.

## Sources
- (en) www.dsi.gov.tr/tricold/enne.htm Site de l'agence gouvernementale turque des travaux hydrauliques